# 孫儀
孫儀（1928年5月11日—），本名孫家麟，中華電視公司節目部退休編審，是1970至1980年代臺灣流行音樂的重要作詞家，為上千首歌曲填詞。最著名的作品是〈月亮代表我的心〉與金馬獎主題曲〈金馬奔騰〉。

## 生平
孫儀生長在中華民國天津市，直到十九歲。從小喜歡聽流行歌曲，家裡有一台留聲機反覆播放著龔秋霞及周璇的歌曲。年輕時曾加入中國青年軍，到臺灣後先在正聲廣播公司當錄音師。後來進入中華電視公司，長期擔任管理職，曾任編審組組長及綜藝組組長，四十歲開始兼差填詞。
孫儀把寫歌詞當作賺錢養家的工具，一首歌的歌詞最多花兩個小時就能寫好。當時許多作曲家或電影、電視製片，習慣在北投通霄喝酒討論；孫儀常半夜四、五點接到電話趕到北投拿剛寫好的歌曲，當場填詞，天亮就交出，再直接去華視上班。當時行情價，一首歌約新臺幣一千元。據孫儀自述，在他二十年的填詞生涯中，累積了約有四千首作品，灌錄成唱片的約有兩千首。因為孫儀用筆名填詞、甚至在華視上班也不輕易以本名示人，其子孫樂欣表示，高中以前都不曉得父親兼職填詞。
因填詞工作疲累，孫儀在六十歲時決定不再寫歌詞。七十多歲時，孫儀在上海負責正大集团正大综艺公司摄影棚的營運十餘年，见证了包括上海电视台《五星奖大擂台》等电视节目的诞生。1992年，國際文化交流音像出版社與正大綜藝公司合資成立正大國際音樂製作中心，聘請孫儀擔任副總經理。

## 知名填詞作品
- 〈月亮代表我的心〉（1973年，原唱陳芬蘭，後由鄧麗君翻唱）
- 〈愛的禮物〉（1973年，原唱鳳飛飛）
- 〈包青天〉（1974年，原唱蔣光超；華視連續劇《包青天》主題曲）
- 〈愛神〉（1977年，原唱崔苔菁）
- 〈無敵鐵金剛〉（1978年，日本電視動畫《無敵鐵金剛》華視版主題曲）
- 〈小甜甜〉（1979年，日本電視動畫《小甜甜》華視版主題曲）
- 〈小丑〉（1980年，原唱張魁）
- 〈金馬奔騰〉（1980年，原唱蔡敏）
- 〈一串心〉（1981年，原唱沈雁；電影《蹦蹦一串心》主題曲）
- 〈揚帆〉（1981年，原唱陽帆）